# Parc national de la Marahoué
Le parc national de la Marahoué est un parc national de la Côte d'Ivoire situé à 350 km au nord-ouest d'Abidjan, à proximité de l'axe routier Bouaflé-Daloa. Il est traversé par la rivière Marahoué, encore appelée le Bandama rouge.
il occupe une superficie de 101 000 hectares .

## Histoire
Les enjeux de la création du parc national de la Marahoué sont de conserver le milieu naturel et la biodiversité ainsi que de valoriser les potentialités touristiques.
- 1956 : le parc national de la Marahoué est une réserve totale de faune[4].
- 1965 : application de la loi de loi n°65-255 du 04 août 1965 relative à la protection de la faune et de la commercialisation des semences et plants, en vue de la propagation, la protection et la conservation de la vie animale sauvage et de la végétation naturelle dans un intérêt scientifique, éducatif et récréatif[5].
- 1968 : la réserve de faune est érigé en parc national par le décret n°68-80 du 9 février 1968 portant création du parc national de la Marahoué[6].

## Description
Le parc national de la Marahoué est situé sur l'axe routier Bouaflé-Daloa et du grand lac Kossou, non loin de Yamoussoukro, sur une superficie de 101 000 ha et compte plus de 120 738 habitants environnants .
Il a une situation géographique assez spéciale. Il est à cheval entre la savane soudano-guinéenne et la forêt dense humide.
Le parc se caractérise par la grande diversité de sa faune et de sa flore. L’inventaire de la flore a permis de recenser au total 607 espèces végétales[réf. à confirmer] .

## Faune et flore
Les animaux à la fois de la forêt et de la savane y cohabitent : bongos, buffles, cynocéphales, etc. Le parc national de la Marahoué est l'un des 8 parcs nationaux du pays. De nombreuses espèces végétales sont recensées dans ce parc.
La dernière population d'éléphants a été déplacée en janvier 2014 vers le parc national d'Azagny. En 2020, l'extinction de la population d'éléphant de forêt d'Afrique du parc de la Marahoué est confirmée.